# Eupolymnia
Eupolymnia is een geslacht van borstelwormen uit de familie van de Terebellidae.

## Soorten
- Eupolymnia boniniana (Hessle, 1917)
- Eupolymnia capensis (McIntosh, 1924)
- Eupolymnia congruens (Marenzeller, 1884)
- Eupolymnia crassicornis (Schmarda, 1861)
- Eupolymnia dubia (Caullery, 1944)
- Eupolymnia heterobranchia (Johnson, 1901)
- Eupolymnia intoshi (Caullery, 1944)
- Eupolymnia joaoi Capa & Hutchings, 2006
- Eupolymnia kooranga Hutchings & Glasby, 1988
- Eupolymnia labiata (Willey, 1905)
- Eupolymnia magnifica (Webster, 1884)
- Eupolymnia marenzelleri (Caullery, 1944)
- Eupolymnia nebulosa (Montagu, 1818)
- Eupolymnia nesidensis (Delle Chiaje, 1828)
- Eupolymnia regnans Chamberlin, 1919
- Eupolymnia robusta (Caullery, 1944)
- Eupolymnia rullieri Londoño-Mesa, 2009
- Eupolymnia trigonostoma (Schmarda, 1861)
- Eupolymnia triloba (Fischli, 1900)
- Eupolymnia umbonis Hutchings, 1990